# Poromitra indooceanica
Poromitra indooceanica är en fiskart som beskrevs av Kotlyar 2008. Poromitra indooceanica ingår i släktet Poromitra och familjen Melamphaidae. Inga underarter finns listade i Catalogue of Life.